# Phyllophaga oblongula
Phyllophaga oblongula är en skalbaggsart som beskrevs av Bates 1888. Phyllophaga oblongula ingår i släktet Phyllophaga och familjen Melolonthidae. Inga underarter finns listade i Catalogue of Life.